# Italianisation des toponymes de la Vallée d'Aoste
Le décret royal no 1442 du 22 juillet 1939 a pour but l'italianisation des noms des 32 communes valdôtaines en français, faisant partie de la province d'Aoste.

## Description
La plupart des variantes en italien sont des adaptations à la phonétique et/ou à la graphie italiennes, soit à la base du nom français soit à la base du nom arpitan ; tandis que d'autres, là où le processus d'adaptation se révélait trop compliqué, avaient été simplement inventées suivant la toponymie fasciste.
Les toponymes originaux ont été rétablis en 1946 et confirmés en 1976 (loi régionale n.61 portant sur la dénomination officielle des communes de la Vallée d’Aoste et sur la protection de la toponymie locale).

## Toponymes
| Toponyme officiel en français en 1939 | Toponyme italianisé      | Commune comprenant la/les commune(s) actuelle(s) de                                    | Notes |
| ------------------------------------- | ------------------------ | -------------------------------------------------------------------------------------- | --- |
| Allain                                | Alleno                   | Allein                                                                                 | Adaptation. |
| Antey-Saint-André                     | Antei Sant'Andrea        | Antey-Saint-André                                                                      | Adaptation-traduction. |
| Aoste                                 | Aosta                    | Aoste, Charvensod, Gignod, Gressan, Jovençan, Pollein, Roisan, Saint-Christophe, Sarre | Le toponyme en italien est le seul qui a été gardé après 1946, et il était le seul qui existait déjà en italien avant l'italianisation. |
| Arvier                                | Arviè                    | Arvier, Avise                                                                          | Adaptation phonétique. |
| Ayas                                  | Aias                     | Ayas                                                                                   | Adaptation phonétique. |
| Bard                                  | Bard                     | Bard, Hône                                                                             | |
| Bionaz                                | Biona                    | Bionaz                                                                                 | Graphie homophone adaptée (le z final, fréquent dans les toponymes d'origine arpitane, ne se prononce jamais).                          |
| Brusson                               | Brussone                 | Brusson                                                                                | Adaptation. |
| Challant                              | Villa Sant'Anselmo       | Challand-Saint-Anselme, Challand-Saint-Victor                                          | Traduction du nom du saint patron, et utilisation de ville pour indiquer le chef-lieu (fait commun en arpitan).                         |
| Chambave                              | Ciambave                 | Chambave, Saint-Denis, Verrayes                                                        | Adaptation. |
| Chamois                               | Camosio                  | Chamois                                                                                | Adaptation. |
| Champorcher                           | Campo Laris              | Champorcher                                                                            | Adaptation en italien sur la base d'un toponyme gallo-roman original précédent.                                                         |
| Châtillon                             | Castiglione Dora         | Châtillon, Pontey                                                                      | Adaptation. |
| Cogne                                 | Cogne                    | Cogne                                                                                  | |
| Courmayeur                            | Cormaiore                | Courmayeur                                                                             | Adaptation. |
| Donnas                                | Donas                    | Donnas                                                                                 | Adaptation. |
| Doues                                 | Dovia d'Aosta            | Doues                                                                                  | Toponyme inventé sur la base de la similarité du toponyme Doues avec celui du village de naissance de Mussolini.                        |
| Étroubles                             | Etroble                  | Étroubles                                                                              | Adaptation sur la base du nom arpitan de ce toponyme (Étrobble).                                                                        |
| Gressoney                             | Gressonei                | Gressoney-La-Trinité, Gressoney-Saint-Jean                                             | Adaptation orthographique. |
| Issime                                | Issime                   | Gaby, Issime                                                                           | |
| Issogne                               | Issogne                  | Issogne                                                                                | |
| La Magdeleine                         | La Maddalena d'Aosta     | La Magdeleine                                                                          | Traduction-adaptation. |
| La Salle                              | Sala Dora                | La Salle                                                                               | Adaptation. |
| La Thuile                             | Porta Littoria           | La Thuile                                                                              | Inventé sur la base de la toponymie fasciste et du concept de Porte d'Italie associé à La Thuile.                                       |
| Lillianes                             | Lilliana                 | Fontainemore, Lillianes                                                                | Adaptation. |
| Montjovet                             | Mongiove                 | Champdepraz, Émarèse, Montjovet                                                        | Adaptation. |
| Morgex                                | Valdigna d'Aosta         | Morgex                                                                                 | Adaptation du toponyme Valdigne, dont Morgex est le chef-lieu.                                                                          |
| Nus                                   | Nus                      | Fénis, Nus                                                                             | Adaptation. |
| Ollomont                              | Ollomonte                | Ollomont                                                                               | Adaptation. |
| Oyace                                 | Oiasse                   | Oyace                                                                                  | Adaptation phonétique. |
| Pont-Bozet                            | Pianboseto               | Pontboset                                                                              | Adaptation-traduction fautive. |
| Pont-Saint-Martin                     | Ponte San Martino        | Perloz, Pont-Saint-Martin                                                              | Traduction. |
| Pré-Saint-Didier-les-Bains            | San Desiderio Terme      | Pré-Saint-Didier                                                                       | Traduction-adaptation. |
| Quart                                 | Quarto Pretoria          | Brissogne, Quart, Saint-Marcel                                                         | Adaptation. |
| Rhêmes                                | Val di Rema              | Rhêmes-Notre-Dame, Rhêmes-Saint-Georges                                                | Traduction et adaptation. |
| Saint-Oyen                            | Sant'Eugendo             | Saint-Oyen                                                                             | Traduction. |
| Saint-Rhémy                           | San Remigio              | Saint-Rhémy-en-Bosses                                                                  | Traduction. |
| Saint-Vincent                         | San Vincenzo della Fonte | Saint-Vincent                                                                          | Traduction-adaptation. |
| Torgnon                               | Torgnone                 | Torgnon                                                                                | Adaptation. |
| Valgrisanche                          | Valgrisenza              | Valgrisenche                                                                           | Adaptation. |
| Valpelline                            | Valpellina               | Valpelline                                                                             | Adaptation. |
| Valsavaranche                         | Valsavara                | Valsavarenche                                                                          | Adaptation. |
| Valtournanche                         | Valtornenza              | Valtournenche                                                                          | Adaptation. |
| Verrès                                | Castel Verres            | Arnad, Verrès                                                                          | Adaptation. |
| Villeneuve                            | Villanova Baltea         | Aymavilles, Introd, Saint-Pierre, Saint-Nicolas, Villeneuve                            | Adaptation-traduction. |